# Archée thermophile
Les archées thermophiles (anciennement dites thermoacidophiles) sont des archées qui s'accommodent de la chaleur. On les dit thermophiles lorsqu'elles ont un optimum de croissance aux alentours de 60 °C, et hyperthermophiles lorsqu'elles se développent à plus de 80 °C. Ces organismes sont par ailleurs chimiotrophes.
Exemples :
- ordre des Sulfolobales (classe des Thermoprotei) ;
- ordre des Thermoproteales (classe des Thermoprotei) ;
- ordre des Thermococcales (classe des Thermococci).